# تاتیانا ساولیوا
تاتیانا ساولیوا (به انگلیسی: Tatyana Savelyeva) (زادهٔ ۲۲ مهٔ ۱۹۴۷) شناگر اهل روسیه است.